# Soera De Geknielden
Soera De Geknielden is een soera van de Koran.
De soera is vernoemd naar de in aya 28 genoemde geknielden die in afwachting zijn om verantwoording voor hun daden af te leggen. Daarnaast worden de tekenen Gods genoemd en wordt antwoord gegeven aan zowel de Mekkanen als aan de ongelovigen.

## Bijzonderheden
Aya 14 zou zijn geopenbaard in Medina.